# Патрушев, Эдуард Борисович
Эдуард Борисович Патрушев (род. 18 декабря 1971) — советский и российский игрок в хоккей с мячом, нападающий и полузащитник.

## Биография
Начал заниматься хоккеем с мячом в 1980 году в Кирове в детской команде «Родины». С 1985 года в составе команды мастеров. В 15-летнем возрасте дебютировал в составе «Родины» в первой лиге чемпионата СССР в сезоне 1986/87. Всего за клуб в первой лиге провёл 6 сезонов (191 игра, 87 мячей).
С сезона 1992/93 выступает за команды, принимающие участие в высшей лиге чемпионата России, продолжая выступления за «Родину», по итогам сезона 1991/92 получившую повышение в классе.
В 2000—2002 годах выступал за команду «Агрохим» (Березники).
Сезон 2002/03 — в казанской «Ракете».
С 2003 по 2007 год в читинском «СКА-Забайкальце». Завершил игровую карьеру в сезоне 2007/08, после того как команда «СКА-Забайкалец» отказалась от участия в чемпионате России после 9 проведённых матчей.
В играх чемпионата России провел 383 игры, забил 230 голов и сделал 27 результативных передач. В 108 кубковых играх забил 47 голов и сделал 11 результативных передач.
Воспитанник В. В. Тяпугина, полузащитник атакующего плана, левша с прекрасным ударом, чемпион мира среди юношей. Мы полагали, что Эдик тоже должен принести пользу «Родине», ведь он по природе способен играть ярко. К сожалению, всех наших ожиданий он не оправдал. У Патрушева такой флегматичный характер, его трудно вывести из равновесия, да и потом... Мы так до конца и не определили, кто родился раньше — Эдик или папироса. Да, играл, да, забивал, порой много, но сказать, что он стал большим, мастеровитым игроком, не могу. Все из-за неиспользованных резервов.Анатолий Алексеевич Казаковцев

## Достижения
Командные
- Чемпион РСФСР/Победитель первой лиги чемпионата СНГ: 1992.
- Победитель чемпионата мира среди юношей: 1987
- Чемпион России по мини-хоккею: 1994, 1995
- Бронзовый призер чемпионата России по мини-хоккею: 1993, 1998
- Серебряный призёр чемпионата мира по ринк-бенди: 1996

Личные
- Лучший полузащитник чемпионата мира среди юношей: 1987

## Статистика выступлений в чемпионатах России
| Сезон     | Клуб                  | И      | М      | П     | О      | Ш         |
| --------- | --------------------- | ------ | ------ | ----- | ------ | --------- |
| 1992/1993 | Родина (Киров)        | 26     | 13     | 0     | 13     | 70        |
| 1993/1994 | Родина (Киров)        | 27     | 10     | 0     | 10     | 85        |
| 1994/1995 | Родина (Киров)        | 24     | 6      | 0     | 6      | 35        |
| 1995/1996 | Родина (Киров)        | 27     | 26     | 0     | 26     | 90        |
| 1996/1997 | Родина (Киров)        | 28     | 23     | 0     | 23     | 70        |
| 1997/1998 | Родина (Киров)        | 26     | 29     | 0     | 29     | 15        |
| 1998/1999 | Родина (Киров)        | 28     | 24     | 0     | 24     | 75        |
| 1999/2000 | Родина (Киров)        | 28     | 14     | 9     | 23     | 50+К      |
| 2000/2001 | Агрохим (Березники)   | 26     | 25     | 4     | 29     | 35        |
| 2001/2002 | Агрохим (Березники)   | 22     | 12     | 0     | 12     | 10        |
| 2002/2003 | Ракета (Казань)       | 22     | 3      | 1     | 4      | 20        |
| 2003/2004 | СКА-Забайкалец (Чита) | 19     | 7      | 3     | 10     | 80        |
| 2004/2005 | СКА-Забайкалец (Чита) | 24     | 13     | 2     | 15     | 35        |
| 2005/2006 | СКА-Забайкалец (Чита) | 24     | 3      | 5     | 8      | 95        |
| 2006/2007 | СКА-Забайкалец (Чита) | 32     | 22     | 3     | 25     | 40        |
| 2007/2008 | СКА-Забайкалец (Чита) | 0(8)   | 0(1)   | 0(1)  | 0(2)   | 0(20)     |
| Всего     | 15 чемпионатов        | 383(8) | 230(1) | 27(1) | 257(2) | 805(20)+К |

### В чемпионатах России забивал мячи в ворота 29 команд
```
 1.Север             = 24 мяча 12-15.Енисей             =  8
 2.Динамо М          = 20      16.Волга                 =  7
 3.Зоркий            = 16      17.Родина                =  7
 4-6.Старт           = 14      18.Кузбасс               =  6
 4-6.Локомотив Ор.   = 14      19.СКА-Нефтяник          =  5
 4-6.Динамо-Казань   = 14      20-21.Вымпел             =  4
 7.Маяк              = 12      20-21.Металлург Б.       =  4
 8.Североникель      = 11      22.Агрохим               =  3
 9-11.Водник         =  9      23-25.Динамо А-А         =  2
 9-11.СКА-Свердловск =  9(1)   23-25.Сибсельмаш         =  2
 9-11.Юность Ом.     =  9      23-25.Саяны              =  2
12-15.Строитель С.   =  8      26-29.Мурман             =  1
12-15.БСК            =  8      26-29.Знамя              =  1
12-15.Байкал-Энергия =  8      26-29.СКА-Забайкалец     =  1
                               26-29.Лесохимик          =  1
```

### В чемпионатах России количество мячей в играх
по 1 мячу забивал в 111 играх

по 2 мяча забивал в 34 играх
 
по 3 мяча забивал в 7 играх
 
по 4 мяча забивал в 5 играх
 
по 5 мячей забивал в 2 играх
 
Свои 230 мячей забросил в 159 играх, в 224 играх мячей не забивал.

### Комментарии
1. ↑  Количество игр и голов за клуб(ы) в высшем дивизионе чемпионатов СССР/СНГ/России
2. ↑  В скобках указаны очки, набранные в аннулированных матчах команды «СКА-Забайкалец» (Чита), которая отказалась от участия в чемпионате России в связи с отсутствием финансирования